# Rocky Boyd
Rocky Boyd, geboren als John Erskine Boyd (Boston, 1936), is een Amerikaanse jazzsaxofonist.

## Biografie
Boyd studeerde aan de South End Music School, het Berklee College of Music en het conservatorium van Boston. Met interesse voor jazz, verhuisde hij in 1958 naar New York, waar hij zijn studie vervolgde terwijl hij speelde in jazzclubs. Hij speelde voor de eerste keer in de Five Spot. Weldra speelde hij met Johnny Griffin, Philly Joe Jones en Pete La Roca. Later verving hij Stanley Turrentine in het Max Roach Quintet en ook Hank Mobley in het Miles Davis Quintet voor drie maanden, nadat hij vertrok in 1961. Hoe dan ook, Boyd nam nooit op in studio's met Davis en begin 1962 was hij onderweg met het Philly Joe Jones Quintet. Zijn enige bekende studioalbum is Ease It, opgenomen in 1961 voor Jazztime Records.
In 1958 was Boyd vrij bekend. In New York woonde hij samen met de drummer Sunny Murray. 
- Bibliothèque nationale de France: cb14158416b (data)
- CiNii: DA1680063X
- International Standard Name Identifier: 0000 0000 4247 3210
- Library of Congress Control Number: n93048213
- Virtual International Authority File: 4142914
- WorldCat: E39PBJwhwQvqP3hjrtrJxW94bd